# Vittorio Pozzo
Vittorio Giuseppe Luigi Pozzo (Turín, 2 de marzo de 1886-Ponderano, Piamonte, 21 de diciembre de 1968) fue un futbolista, y más notoriamente, entrenador de fútbol italiano que se hizo famoso al ganar las ediciones de 1934 y 1938 de la Copa Mundial de Fútbol dirigiendo a la selección de fútbol de Italia. Además de ganar ambos torneos, durante su periodo como entrenador de Italia, esta se mantuvo invicta entre 1935 y 1939, ganó las ediciones de 1930 y 1935 de la Copa Dr. Gerö y obtuvo la medalla de oro en los Juegos Olímpicos de 1936. Hasta el día de hoy, ha sido el único director técnico que ha ganado dos veces la copa mundial y al mismo tiempo, consecutivamente, y el único director que ha ganado la Copa Mundial de Fútbol y los Juegos Olímpicos.[cita requerida]
Es el seleccionador que más años ha entrenado a una misma selección en Europa: 19.

## Primeros años de vida
Vittorio Pozzo nació en Turín (Italia) el 2 de marzo de 1886 en el seno de una familia originaria de Ponderano. Asistió al Liceo Cavour de Turín, su ciudad natal; Posteriormente estudió idiomas y jugó al fútbol en Francia, Suiza e Inglaterra. Estudió en Mánchester a principios del siglo XX y conoció al medio del Manchester United, Charlie Roberts, y al interior izquierdo del Derby County, Steve Bloomer.

## Carrera de juego
Como jugador jugó profesionalmente en Suiza para Grasshopper Club Zürich la temporada 1905-06, antes de regresar a Italia, donde ayudó a fundar el Torino FC (entonces Foot-Ball Club Torino), equipo con el que jugó durante cinco temporadas hasta cuando se retiró del fútbol en 1911. Se desempeñaría como director técnico del Torino de 1912 a 1922. Tras finalizar sus estudios se incorporó a Pirelli, donde llegó a ser entrenador, cargo que dejaría para dirigir a la selección italiana.

## Carrera como entrenador

### Inicios de su carrera
Hasta los Juegos Olímpicos de 1912, la selección de Italia era dirigida por "comisiones técnicas". En ese año, Vittorio Pozzo fue nombrado el primer entrenador oficial del equipo nacional durante el debut de Italia en una competición oficial. Sin embargo, Italia fue eliminada en la primera ronda tras perder 3-2 contra Finlandia en tiempo extra, el 29 de junio. Pozzo renunció tras el tercer partido, cuando Italia fue derrotada 5-1 por Austria en el torneo de consolación, el 3 de julio.
Después de su renuncia, Pozzo regresó a trabajar en la empresa Pirelli. En 1921, volvió a la selección como parte de una "comisión técnica", un comité integrado por directivos federativos, árbitros, jugadores, exjugadores, entrenadores y periodistas.
Durante su primera etapa como entrenador, la selección italiana fue dirigida por este grupo diverso de personas. Con breves excepciones, como Augusto Rangone (1925-1928) y Carlo Carcano (1928-1929), Pozzo fue el único en desempeñar el rol de entrenador único hasta los años 60. Además, sirvió como teniente en los Alpini durante la Primera Guerra Mundial.
En 1921, Pozzo fue encargado por la Federación Italiana de Fútbol para proponer una reforma del campeonato nacional, con el objetivo de resolver las tensiones entre los equipos grandes y pequeños. Sin embargo, la mediación fracasó, lo que provocó la división entre la FIGC y la CCI, que finalmente se reconciliaron al año siguiente.
En 1924, con motivo de los Juegos Olímpicos de 1924, Pozzo fue nuevamente nombrado entrenador único. Esta vez, Italia llegó a los cuartos de final, donde fue derrotada 2-1 por Suiza. Tras esta derrota, Pozzo renunció y regresó a su trabajo en Pirelli, además de dedicarse al cuidado de su esposa, quien falleció poco después debido a una enfermedad. Posteriormente, se trasladó a Milán, donde trabajó en Pirelli y como periodista para La Stampa en Turín, labor que continuó casi hasta su muerte.

### Éxitos con Italia en la década de 1930

#### Primer título de la Copa Internacional de Europa Central
En diciembre de 1929, Pozzo asumió de manera permanente como entrenador de la selección italiana. Bajo su dirección, Italia ganó la edición de 1930 de la Copa Internacional de Europa Central, derrotando a Hungría 5-0 en Budapest.

#### Copa Mundial de Fútbol de 1934
La Copa Mundial de Fútbol de 1934 marcó un hito importante en la carrera de Vittorio Pozzo como entrenador. Italia fue seleccionada como anfitriona del torneo, lo que añadió presión sobre el equipo. Pozzo implementó un esquema táctico innovador, conocido como el "Método" (WM), que combinaba defensa sólida con un ataque organizado.
En el primer partido, Italia derrotó a Estados Unidos con un contundente 7-1. Posteriormente, en los cuartos de final, el equipo italiano superó a España tras un partido desempate. En la semifinal, Italia venció a Austria 1-0 gracias a un gol de Enrique Guaita.
La final se disputó el 10 de junio de 1934 en el Estadio Nacional del Partido Nacional Fascista en Roma. Italia se enfrentó a Checoslovaquia, logrando un ajustado triunfo 2-1 en tiempo extra. Los goles de Raimundo Orsi y Angelo Schiavio aseguraron el primer título mundial para Italia, consolidando a Pozzo como un estratega brillante.

#### Copa Internacional de Europa Central de 1935
Italia continuó su racha ganadora bajo la dirección de Pozzo al conquistar la edición de 1933-35 de la Copa Internacional de Europa Central. Este torneo, precursor de la Eurocopa, incluyó a las selecciones más fuertes de Europa Central. Italia aseguró el título al derrotar a Hungría 1-0 en el partido decisivo en Roma, reafirmando su dominio en el fútbol europeo.

#### Juegos Olímpicos de Berlín 1936
Pozzo también lideró a la selección italiana en los Juegos Olímpicos de Berlín 1936. Aunque el torneo olímpico de fútbol era considerado menos prestigioso que la Copa Mundial, Pozzo lo tomó con seriedad. Italia ganó la medalla de oro tras derrotar a Austria 2-1 en la final disputada en Berlín. Este logro consolidó aún más la reputación de Pozzo como un entrenador excepcional y visionario.

#### Copa Mundial de Fútbol de 1938
En la Copa Mundial de Fútbol de 1938, celebrada en Francia, Pozzo repitió su éxito al llevar a Italia a su segundo título mundial consecutivo, convirtiéndose en el único entrenador en la historia en lograr esta hazaña.
Italia derrotó a Noruega 2-1 en su debut y luego eliminó a Francia (3-1) en los cuartos de final. En las semifinales, Italia superó a Brasil 2-1. En la final, disputada el 19 de junio en el Stade Olympique de Colombes en París, Italia venció a Hungría 4-2 con goles de Gino Colaussi y Silvio Piola. Este triunfo consolidó la era dorada del fútbol italiano y el legado de Pozzo.

## Muerte y legado
Murió el 21 de diciembre de 1968 a la edad de 82 años, sus restos fueron enterrado en el cementerio de la ciudad de Ponderano. En 1986 el Stadio Comunale di Torino recibió el nombre de Pozzo en su honor; el estadio ahora se conoce como Stadio Olimpico Grande Torino. En 2016 se inauguró en su honor un museo con sus recuerdos en Ponderano.

## Palmarés

### Campeonatos internacionales
| Título                 | Equipo              | Sede    | Año  |
| ---------------------- | ------------------- | ------- | ---- |
| Copa Mundial de Fútbol | Selección de Italia | Italia  | 1934 |
| Juegos Olímpicos       | Selección de Italia | Berlín  | 1936 |
| Copa Mundial de Fútbol | Selección de Italia | Francia | 1938 |